# Bogdan II Mușat
Pour les articles homonymes, voir Bogdan.
Bogdan II Mușat (assassiné le 15 octobre 1451) est voïvode de Moldavie de 1449 à 1451. La monarchie étant élective dans les principautés roumaines (comme en Hongrie et Pologne voisines), le prince (voïvode, hospodar ou domnitor selon les époques et les sources) était élu par et parmi les boyards et, pour être nommé, régner et se maintenir, s'appuyait fréquemment sur les puissances voisines, hongroise, polonaise ou ottomane.

## Origine
Son ascendance directe reste incertaine. Pour certains c'est un fils illégitime d'Alexandre Ier le Bon pour d'autres c'est le fils unique du Jupan Bogdan, frère et corégent du prince Alexandre Ier le Bon de 1400 au 8 mars 1407

## Règne
Nommé Jupan dès 1436, il devient prince de Moldavie le 12 octobre 1449 avec l'appui de Iancou de Hunedoara, voïvode de Transylvanie et régent de Hongrie, lorsqu'il chasse du trône Alexandre II de Moldavie qui était un vassal de la Pologne. Il tente en vain de négocier avec les Polonais qui soutenaient son rival Alexandrel et reconnait finalement la suzeraineté de Jean Hunyadi le 11 février 1450. Le 17 mars suivant le roi de Pologne donne son accord à la restauration d'Alexandre II en Moldavie et des troupes entrent dans le pays dès le 24 juin. Entre 1387 et 1455 la Principauté de Moldavie s'était reconnue vassale et alliée de la Pologne mais cela ne signifie pas, comme l'affirment par erreur certains auteurs, qu'elle soit devenue une province polonaise ou un fief du roi de Pologne. La preuve en est que Bogdan II renouvelle son alliance avec la Hongrie le 5 juillet avant de faire face à l'attaque polonaise. le 5/6 septembre 1450 près du village de Crasna, il défait une armée polonaise qui tentait de rétablir son prédécesseur Alexandre II de Moldavie.
Après dix mois de combats plus ou moins indécis, le prince Bogdan III peut régner en paix et accorder des donations aux monastères. Le 15 octobre 1451, alors qu'il assistait à des noces, il est tué à Răuseni par un autre prétendant : Petru Aron.

## Union et postérité
De son mariage avec une certaine Oltea (plus tard religieuse sous le nom de Maria), sœur du boyard Vlaicou qualifié en 1466 d'oncle par le prince Étienne, il avait eu un fils. 
- Étienne III le Grand prince de Moldavie

## Sources
- Grigore Ureche Chronique de Moldavie. Depuis le milieu du XIVe siècle jusqu'à l'an 1594 Traduite et annoté par Émile Picot Ernest Leroux éditeur Paris 1878. Réédition Kessinger Legacy Reprints  (ISBN 9781167728846) p. 71-83.
- Nicolas Iorga Histoire des Roumains, volume IV, Les Chevaliers. Bucarest (1937)
- (ro) Constantin C. Giurescu et Dinu C. Giurescu Istoria Romanilor volume II (1352-1606) Pages 137-139. Editura Stiintifica si Enciclopedica, Bucuresti (1976).
- Jean Nouzille La Moldavie, histoire tragique d'une région européenne, éd. Bieler,  (ISBN 2-9520012-1-9).